# Pansenalkalose
Die Pansenalkalose ist eine Stoffwechselstörung bei Wiederkäuern, bei der der pH-Wert im Pansen alkalisch, nämlich bei 7,2 bis 8 oder sogar noch höher ist. Sie ist das Gegenteil der Pansenazidose.

## Symptome
Die Tiere haben verminderten Appetit, blähen sich wiederkehrend auf, haben Durchfall, liegen häufig und haben eine beschleunigte Atmung sowie Krampf und Erregungszustände.

## Ursachen
Die Pansenalkalose wird meist durch einen zu hohen Eiweißgehalt der Futterration hervorgerufen. Auch ein zu hoher Anteil an eiweißreichem Konzentratfutter kann ursächlich sein. Durch die Spaltung von Eiweiß kommt es zu einer Erhöhung der Ammoniakkonzentration im Pansensaft, die den Anstieg des pH-Wertes verursacht. Auch zu große Harnstoffmengen in der Ration, nitratreiche Futtermittel oder mit Ammoniak aufgeschlossenes Stroh in größeren Mengen können eine Pansenalkalose verursachen.

## Behandlung und Prävention
Die Futterration muss einen ausgeglichenen Energie- und Eiweißgehalt entsprechend dem Bedarf aufweisen. Besonders bei Hochleistungskühen ist darauf zu achten, dass die Ration einen ausreichenden Anteil an Proteinen enthält, die nicht im Pansen abgebaut werden.
Behandelt werden kann die Pansenalkalose zum Beispiel durch Ansäuern des Panseninhalts oder mit einer Pansensaftübertragung.